# Кортези, Филиппо
Филиппо Кортези (итал. Filippo Cortesi; 8 октября 1876, Алия, королевство Италия — 1 февраля 1947, Гроттаферрата, Италия) — итальянский прелат и ватиканский дипломат. Апостольский нунций в Венесуэле с 30 мая 1921 по 19 октября 1926. Титулярный архиепископ Сиракеса с 13 июня 1921 по 1 февраля 1947. Апостольский нунций в Аргентине с 19 октября 1926 по 4 июня 1936. Апостольский нунций в Парагвае с 14 июня 1928 по 4 июня 1936. Апостольский нунций в Испании с 4 июня по 18 июля 1936. Апостольский нунций в Польше с 18 июля 1936 по 1 февраля 1947.